# Soloella guttivaga
Soloella guttivaga là một loài bướm đêm thuộc họ Erebidae. Loài này có ở Châu Phi, bao gồm Nigeria và Congo.